# Llista de municipis de La Rioja
El 2025 la Rioja té els municipis següents:

## A-B-C
- Ábalos
- Agoncillo
- Aguilar del Río Alhama
- Ajamil
- Albelda de Iregua
- Alberite
- Alcanadre
- Aldeanueva de Ebro
- Alesanco
- Alesón
- Alfaro
- Almarza de Cameros
- Anguciana
- Anguiano
- Arenzana de Abajo
- Arenzana de Arriba
- Arnedillo
- Arnedo
- Arrúbal
- Ausejo
- Autol
- Azofra
- Badarán
- Bañares
- Baños de Rioja
- Baños de Río Tobía
- Berceo
- Bergasa
- Bergasillas Bajera
- Bezares
- Bobadilla
- Brieva de Cameros
- Briñas
- Briones
- Cabezón de Cameros
- Calahorra
- Camprovín
- Canales de la Sierra
- Canillas de Río Tuerto
- Cañas
- Cárdenas
- Casalarreina
- Castañares de Rioja
- Castroviejo
- Cellorigo
- Cenicero
- Cervera del Río Alhama
- Cidamón
- Cihuri
- Cirueña
- Clavijo
- Cordovín
- Corera
- Cornago
- Corporales
- Cuzcurrita de Río Tirón

## D-F
- Daroca de Rioja
- Enciso
- Entrena
- Estollo
- Ezcaray
- Foncea
- Fonzaleche
- Fuenmayor

## G-H-I-J
- Galbárruli
- Galilea
- Gallinero de Cameros
- Gimileo
- Grañón
- Grávalos
- Haro
- Herce
- Herramélluri
- Hervías
- Hormilla
- Hormilleja
- Hornillos de Cameros
- Hornos de Moncalvillo
- Huércanos
- Igea
- Jalón de Cameros

## L-M-N
- Laguna de Cameros
- Lagunilla del Jubera
- Lardero
- Ledesma de la Cogolla
- Leiva
- Leza de Río Leza
- Lumbreras
- Manjarrés
- Mansilla de la Sierra
- Manzanares de Rioja
- Matute
- Medrano
- Munilla
- Murillo de Río Leza
- Muro de Aguas
- Muro en Cameros
- Nájera
- Nalda
- Navajún
- Navarrete
- Nestares
- Nieva de Cameros

## O-P-Q
- Ocón
- Ochánduri
- Ojacastro
- Ollauri
- Ortigosa de Cameros
- Pazuengos
- Pedroso
- Pinillos
- Pradejón
- Pradillo
- Préjano
- Quel

## R-S-T
- Rabanera
- El Rasillo de Cameros
- El Redal
- Ribafrecha
- Rincón de Soto
- Robres del Castillo
- Rodezno
- Sajazarra
- San Asensio
- San Millán de la Cogolla
- San Millán de Yécora
- San Román de Cameros
- Santa Coloma
- Santa Engracia del Jubera
- Santa Eulalia Bajera
- Santo Domingo de la Calzada
- San Torcuato
- Santurde de Rioja
- Santurdejo
- San Vicente de la Sonsierra
- Sojuela
- Sorzano
- Sotés
- Soto en Cameros
- Terroba
- Tirgo
- Tobía
- Tormantos
- Torrecilla en Cameros
- Torrecilla sobre Alesanco
- Torre en Cameros
- Torremontalbo
- Treviana
- Tricio
- Tudelilla

## U-V-Z
- Uruñuela
- Valdemadera
- Valgañón
- Ventosa
- Ventrosa
- Viguera
- Villalba de Rioja
- Villalobar de Rioja
- Villamediana de Iregua
- Villanueva de Cameros
- El Villar de Arnedo
- Villar de Torre
- Villarejo
- Villarroya
- Villarta-Quintana
- Villavelayo
- Villaverde de Rioja
- Villoslada de Cameros
- Viniegra de Abajo
- Viniegra de Arriba
- Zarratón
- Zarzosa
- Zorraquín